# Alexandrea Owens
Alexandrea Kathryn Owens-Sarno (* 9. November 1988 in San Diego, Kalifornien) ist eine US-amerikanische Schauspielerin.
Alexandrea Owens und ihre Schwester wurden von deren Mutter zum Kinder-Casting des Filmes Titanic gebracht. Hier erhielt sie den Zuschlag zur Rolle des kleinen Mädchens Cora Cartmell.
Alexandrea Owens zog später nach Los Angeles, wo sie weiterhin schauspielerisch tätig wurde, jedoch meist in kleinen Theater- oder studentischen Filmproduktionen.

## Filmografie
- 1997: Titanic
- 2014: Background Music (Kurzfilm)
- 2017: A Closer Walk with Thee
- 2017: Enjoy the View (Kurzfilm)
- 2020: Con Actors (Kurzfilm)
- 2020: Red Flags (Kurzfilm)